# Ріа-Формоза
Приро́дний парк «Ріа-Форм́оза» (порт. Parque Natural da Ria Formosa) — природний парк, розташований у південній частині округ Фару, у регіоні Алгарве (Португалія). Парк утворюють лагуни, острови і коси, які простягаються на відстані 60 км уздовж атлантичного узбережжя із загальною площею 18 400 га. Згідно з класифікацією Міжнародного Союзу Охорони Природи, цей природний парк має природоохоронну категорію III, проміжну між національними парками і заказниками. Статус природного парку було надано згідно з Декретом-Законом №373/87 від 9 грудня 1987 року. До того був природним заповідником (з 1978 року).

## Географія

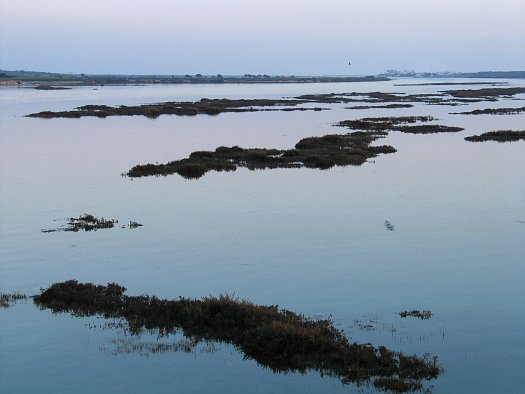
Неподалік Кінти-ду-Лагу

Парк має вигляд сплющеного трикутника і розташований в межах атлантичного узбережжя муніципалітетів Лоуле, Фару, Ольяу, Тавіри та Віли-Реал-де-Санту-Антоніу і займає їх південну частину, між річкою Анкау (крайня західна частина) та пляжем Манта-Рота (крайня східна частина). Південна частина природного парку відділена від Атлантичного океану дюнною косою, що проходить паралельно південному узбережжю континентальної частини регіону. Косу сформована двома півостровами (півострів Фару та півострів Касели) та п'ятьма островами (Баррета, Кулатра, Армона, Тавіра і Кабанаш).
Максимальна ширина цього лагунного трикутника сягає 6 км в районі міста Фару, мінімальна ж — кількасот метрів у його крайніх точках. Переважають ландшафтні комплекси лагун, що чергуються з невеличкими островцями, які можуть зникати і з'являтися в залежності від морських припливів.

## Туризм
Головною загрозою природного парку є постійно зростаюча кількість туристів у регіоні, що спричиняє зменшення популяцій деяких видів птахів і рослин. На території природного парку знаходиться декілька десятків пляжів. Наприклад, пляж Барріл (порт. Praia do Barril), що знаходиться на острові Тавіри, є улюбленим місцем відпочинку серед натуристів та гомосексуалів.
Для отримання детальнішої наукової інформації на території муніципальної громади Келфеш (Ольяу) діє так званий центр довкільної освіти, розміщений за адресою порт. Centro de Educação Ambiental de Marim, Quelfes, 8700 Olhão.

## Галерея зображень

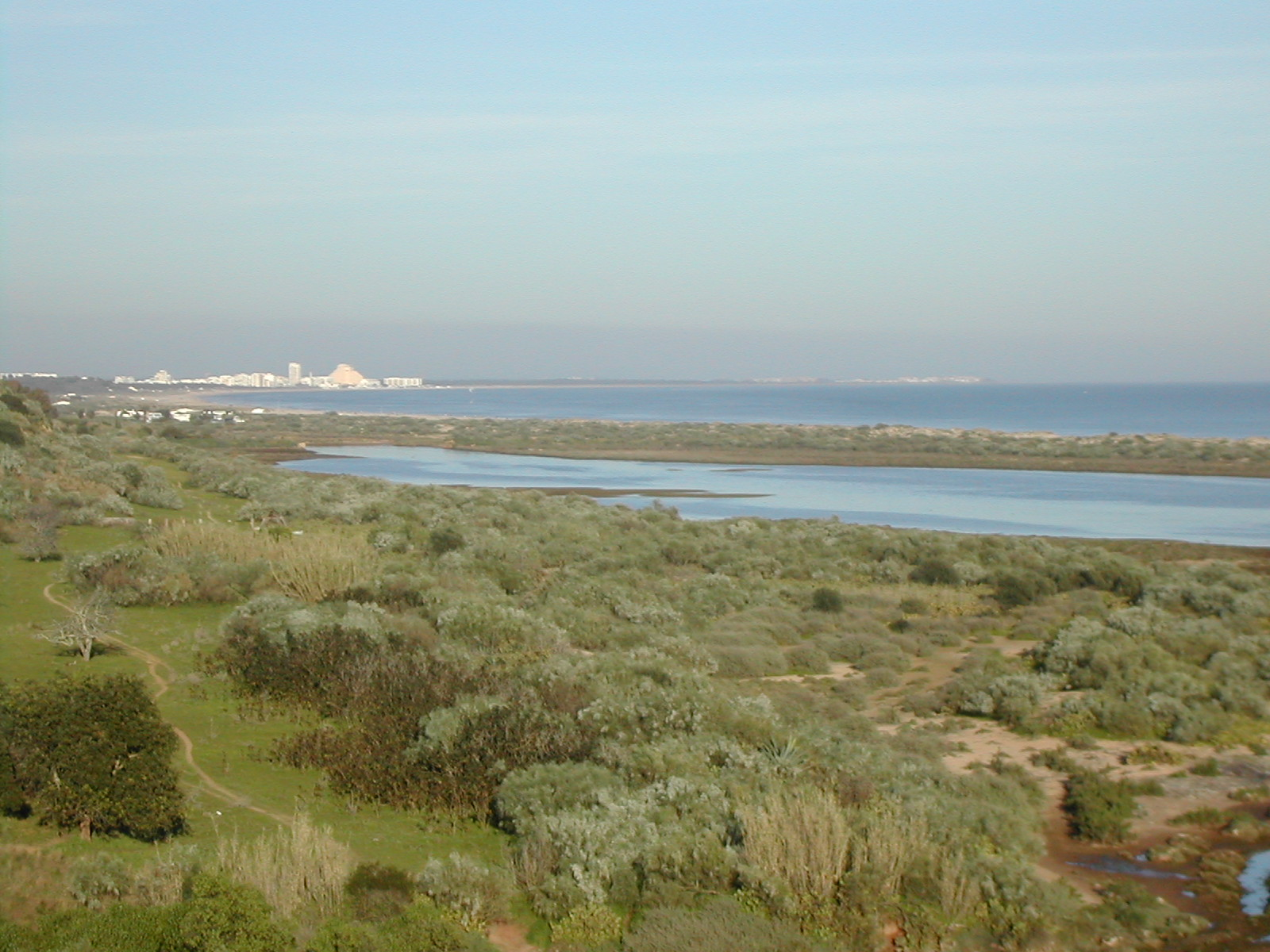
Неподалік селища Касели
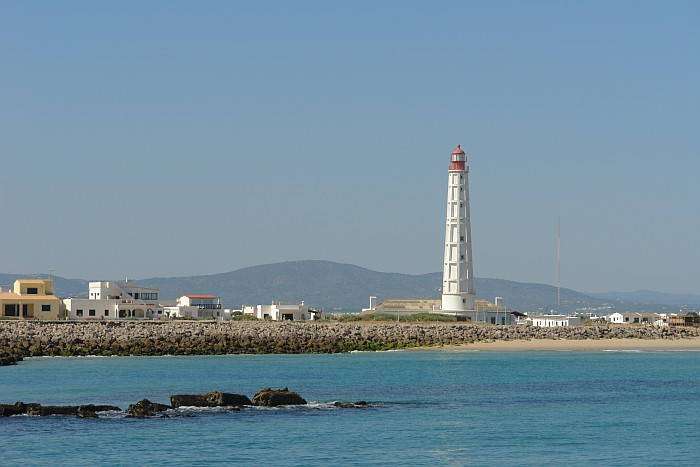
Маяк на острові Кулатри
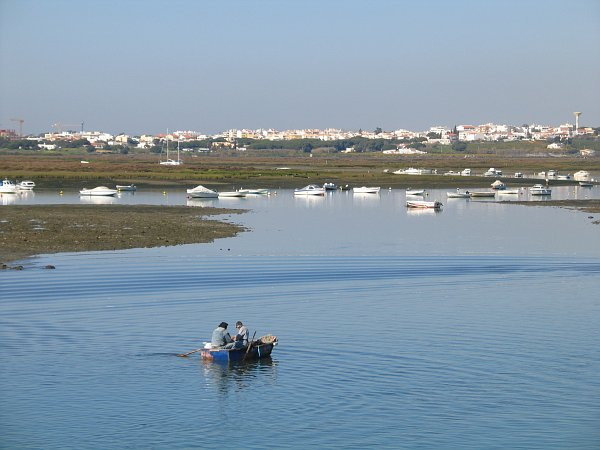
Рибальський човен
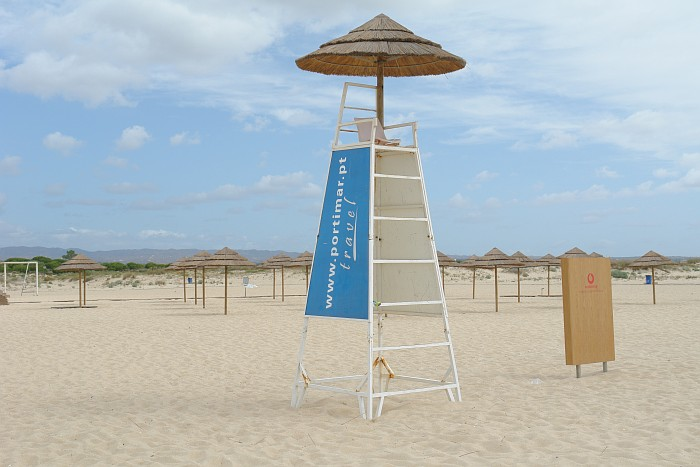
Пляж на острові Тавіри